# Deer Park (Washington)
Deer Park es una ciudad ubicada en el condado de Spokane en el estado estadounidense de Washington. En el año 2000 tenía una población de 3.017 habitantes y una densidad poblacional de 181,6 personas por km².

## Geografía
Deer Park se encuentra ubicada en las coordenadas 47°57′25″N 117°28′13″O / 47.95694, -117.47028.

## Demografía
Según la Oficina del Censo en 2000 los ingresos medios por hogar en la localidad eran de $32.470, y los ingresos medios por familia eran $37.820. Los hombres tenían unos ingresos medios de $36.325 frente a los $19.825 para las mujeres. La renta per cápita para la localidad era de $17.132. Alrededor del 15,1% de la población estaban por debajo del umbral de pobreza.